# Messin’
Messin’ — третий студийный альбом британской рок-группы Manfred Mann’s Earth Band, выпущенный 15 июня 1973 года лейблом Vertigo Records в Великобритании и (под другим названием, другой обложкой и с заменой одной композиции) лейблом Polydor Records в США. Версия альбома в США имела название Get Your Rocks Off, в ней композиция «Black And Blue» была заменена на «Pretty Good» (обе композиции присутствуют на переиздании 1998 года). Занял #196 в Billboard 200. 
Переиздан в 1977 году лейблом Bronze Records и в 1998 году (ремастированная версия) с добавлением двух бонус-треков.

## Об альбоме
Messin’ примерно наполовину состоит из собственных композиций участников группы Manfred Mann’s Earth Band и наполовину из кавер-версий композиций других музыкантов, среди которых «Get Your Rocks Off» Боба Дилана и «Black and Blue» австралийской блюзовой группы Chain. По сравнению с двумя предыдущими альбомами, налицо явное усложнение композиций и аранжировок, сочетающееся с более «тяжелым» звучанием. Здесь впервые появляется тема экологии, которая впоследствии станет ключевой в творчестве группы.
Музыкальные критики высоко оценили этот альбом, отметив, в частности, виртуозную игру Манфреда Манна на клавишных инструментах. По словам критика Брюса Эдера из AllMusic, «… в композиции „Buddah“ Манн вторгается на территорию Рика Уэйкмана и Кита Эмерсона, в то время как в целом звучание группы становится ближе к Deep Purple…  Общий стиль альбома находится где-то посередине между арт-роком и хеви-метал, с элементами фолка, причём все эти жанры органично сочетаются друг с другом».

## Список композиций

### Messin’ (Великобритания)
сторона А
1. «Messin’» (Mike Hugg) – 9:54
2. «Buddah» (Манн, Роджерс) – 7:01
3. «Cloudy Eyes» (Манн) – 5:32

сторона Б
1. «Get Your Rocks Off» (Боб Дилан) – 2:51
2. «Sadjoy» (Манн) – 5:20
3. «Black and Blue» (Chain: Barry Sullivan, Matt Taylor, Phil Manning, Barry Harvey) – 7:21
4. «Mardi Gras Day» (Dr John Creaux) – 3:02

### Get Your Rocks Off (США)
сторона А
1. «Messin’» (Mike Hugg) – 10:00
2. «Pretty Good» (John Prine) – 4:00
3. «Sadjoy» (Манн) – 4:30

сторона Б
1. «Get Your Rocks Off» (Боб Дилан) – 3:00
2. «Buddah» (Манн, Роджерс) – 7:00
3. «Cloudy Eyes» (Манн) – 5:30
4. «Mardi Gras Day» (Dr John Creaux) – 3:00

### Бонус-треки при переиздании (1998)
1. «Pretty Good» (Джон Прайн) – 4:11
2. «Cloudy Eyes» (single version) – 3:31

## Участники записи
- Манфред Манн – синтезатор, орган
- Мик Роджерс – гитара, вокал
- Колин Паттенден – бас-гитара
- Крис Слейд – ударные

приглашённые музыканты
- Laurie Baker - машины и зоопарк на «Messin’»
- Liza Strike - бэк-вокал
- Vicki Brown - бэк-вокал
- Judith Powell - бэк-вокал
- Ruby James - бэк-вокал